# گاروا
گاروا (به لاتین: Garoua) یک شهر در کامرون است که در منطقه شمال واقع شده‌است. گاروا ۲۳۵٬۹۹۶ نفر جمعیت دارد و ۲۴۹ متر بالاتر از سطح دریا واقع شده‌است.